# نيك بورتون
نيك بورتون (بالإنجليزية: Nick Burton)‏ (10 فبراير 1975 في المملكة المتحدة - ) هو لاعب كرة قدم بريطاني في مركز قلب الدفاع. لعب مع إبسفليت يونايتد ونادي توركي يونايتد ونادي فارنبوروه ونادي كرولي تاون ويوفل تاون وEastleigh F.C. ‏ وهامبتون أند ريتشموند بورو وStaines Town F.C. ‏ وسانت ألبانز سيتي ونادي ألدرشوت تاون وWalton Casuals F.C. ‏ وHarrow Borough F.C. ‏.

## وصلات خارجية
- نيك بورتون على موقع قاعدة بيانات كرة القدم.إي يو (الإنجليزية)
- نيك بورتون على موقع Soccerbase.com (لاعب) (الإنجليزية)